# Скоморохово (Киржачский район)
Скоморохово — деревня в Киржачском районе Владимирской области России, входит в состав Кипревского сельского поселения.

## География
Деревня расположена на берегу реки Шорна (бассейн Клязьмы) в 18 км на северо-восток от центра поселения деревни Кипрево и в 25 км на северо-восток от райцентра города Киржач.

## История

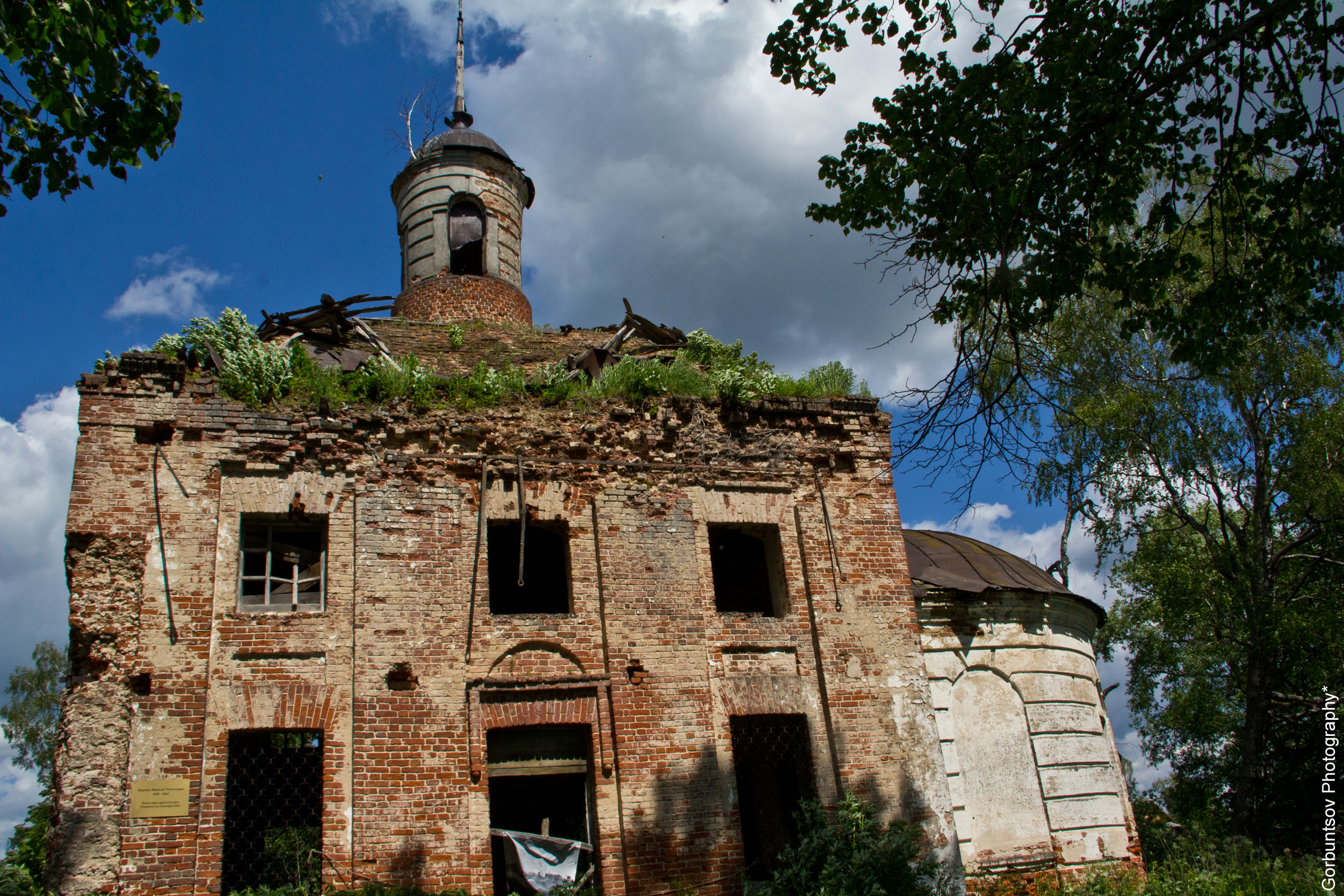
Церковь Николая Чудотворца в Скоморохово

Ныне существующая каменная Никольская церковь в Скоморохово построена в 1830 году вместо деревянной на средства прихожан, попечением приходского священника Павла Алексеевича Флоринского, в 1865 году расширена трапезная часть на средства прихожан попечением местного священника Иоанна Дмитриевича Новосельского и церковного старосты Петра Тихонова. В новой трапезной в 1866 году устроены приделы Казанской иконы Божией Матери и Пророка Илии. На каменной колокольне было пять колоколов, самый большой, в 134 пуда, вылит в 1844 году. На нём надпись: «Сей колокол сооружён усердием прихожан села Скоморохова Николаевской церкви, попечением оного села священника Павла Алексеева Флоринского и старосты церковного Василья Кондратова с помоществованием Екатерины Егоровой». 
В конце XIX — начале XX века село входило в состав Андреевской волости Александровского уезда. 
В годы Советской Власти и вплоть до 2005 года входило в состав Афанасовского сельсовета (с 1998 года — сельского округа).

## Население
| 1859 | 1905 |
| ---- | ---- |
| 322  | 416  |

| 1859 | 1905 | 1926 | 2002 | 2010 | 2021 |
| ---- | ---- | ---- | ---- | ---- | ---- |
| 322  | ↗416 | ↗489 | ↘4   | →4   | →4   |

## Достопримечательности
В деревне находится недействующая Церковь Николая Чудотворца (1830). В советское время церковь была закрыта. В конце 1950-х - начале 1960-х годов взорвана колокольня (уцелел лишь юго-восточный угол), трапезная полностью разобрана.

## Примечания

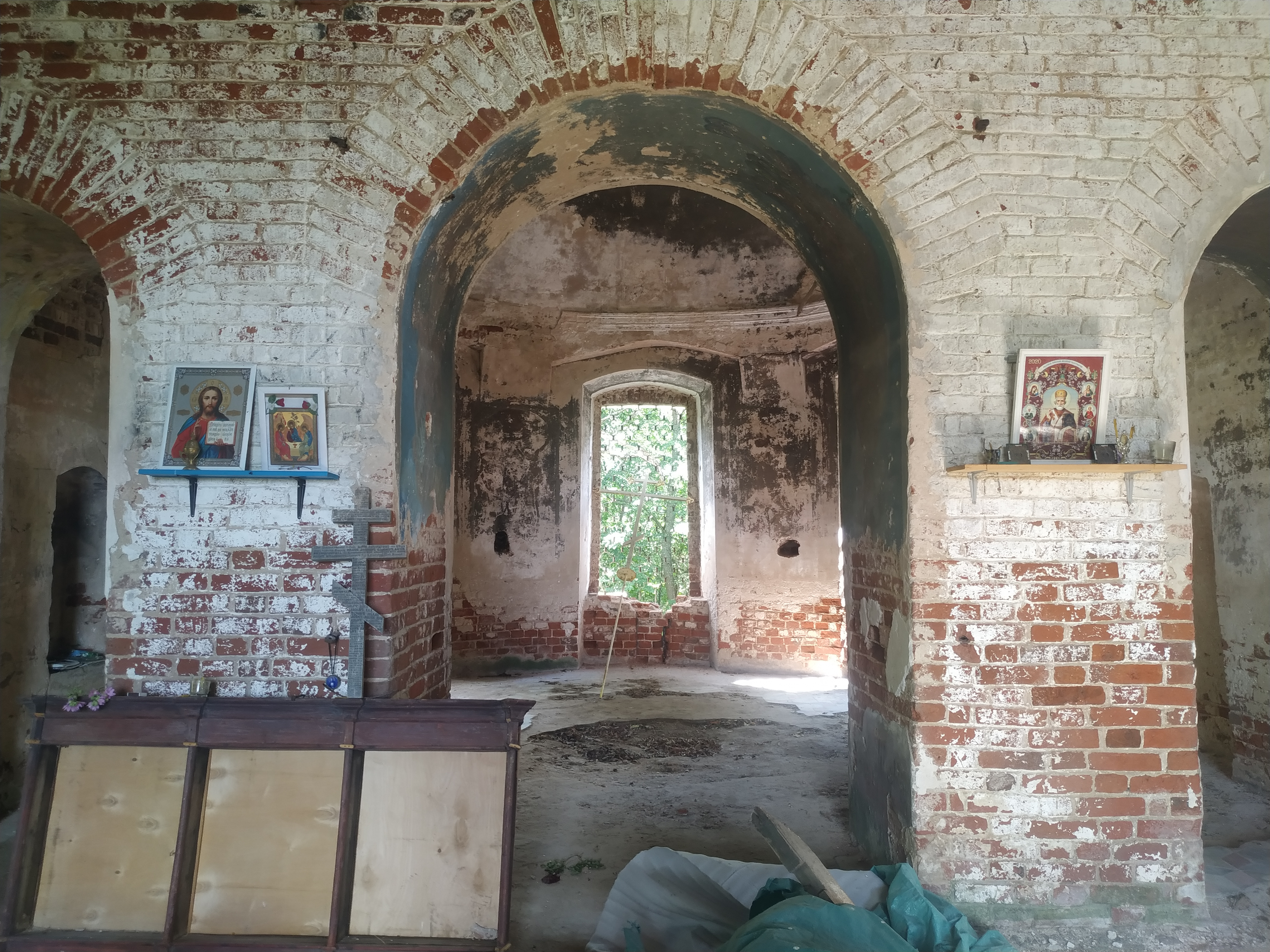